# Fredrik Lindberg (konstnär)
Fredrik Lindberg, född 1975 i Luleå, är en svensk konstnär. Han arbetar huvudsakligen med måleri.
I Fredrik Lindbergs måleri gestaltas landskapet, tiden och minnet. Hans konst finns representerad på Statens konstråd, Hallands konstmuseum och hos flera kommuner och landsting. Jean Ploteau gav 2011 ut en mindre bok om Lindbergs konst.